# Ван-Зандт (округ, Техас)
Шаблон:StateAbbr_ 32°34′ пн. ш. 95°50′ зх. д. / 32.56° пн. ш. 95.84° зх. д.
Округ Ван-Зандт (англ. Van Zandt County) — округ (графство) у штаті  Техас, США. Ідентифікатор округу 48467.

## Історія
Округ утворений 1848 року.

## Демографія
За даними перепису 2000 року загальне населення округу становило 48140 осіб, зокрема міського населення було 10126, а сільського — 38014. Серед мешканців округу чоловіків було 23698, а жінок — 24442. В окрузі було 18195 домогосподарств, 13657 родин, які мешкали в 20896 будинках. Середній розмір родини становив 3,01.
Віковий розподіл населення поданий у таблиці:
| Стать    | До 15 років | 15-21 | 22-29 | 30-39 | 40-49 | 50-65 | 65-85 | Понад 85 |
| -------- | ----------- | ----- | ----- | ----- | ----- | ----- | ----- | -------- |
| Чоловіки | 5117        | 2403  | 1935  | 3048  | 3315  | 4350  | 3223  | 307      |
| Жінки    | 4825        | 2116  | 1875  | 3123  | 3447  | 4380  | 3945  | 731      |

## Суміжні округи
- Рейнс — північ
- Вуд — північний схід
- Сміт — схід
- Гендерсон — південь
- Кофман — захід
- Гант — північний захід

## Виноски
1. ↑  U.S. Decennial Census. United States Census Bureau. Архів оригіналу за 19 липня 2018. Процитовано 12 травня 2015.
2. ↑  Texas Almanac: Population History of Counties from 1850–2010 (PDF). Texas Almanac. Архів оригіналу (PDF) за 26 лютого 2015. Процитовано 12 травня 2015.
3. ↑  State & County QuickFacts. United States Census Bureau. Архів оригіналу за 22 липня 2011. Процитовано 29 грудня 2013.
4. ↑  American FactFinder. Бюро перепису населення США. Архів оригіналу за 26 лютого 2012. Процитовано 31 січня 2008.

| США | Це незавершена стаття з географії США. Ви можете допомогти проєкту, виправивши або дописавши її. |